# Романовцев, Сергей Дмитриевич
Сергей Дмитриевич Романовцев (29 сентября 1925, Тула — 26 мая 2022, Москва) — командир пулемётного отделения 266-го гвардейского стрелкового полка (88-й гвардейской стрелковой дивизии, 28-го гвардейского стрелкового корпуса, 8-й гвардейской армии), гвардии полковник. Герой Советского Союза. Впоследствии — дипломат, сотрудник внешней разведки КГБ.

## Биография
Родился 29 сентября 1925 года в Туле в семье оружейника. Русский. Член КПСС с 1944 года. Образование среднее. Работал на местном заводе.
В июле-августе 1941 года в составе тульского молодёжного отряда принимал участие в строительстве оборонительных сооружений стратегической линии обороны по реке Днепр в районе города Дорогобуж. Отступал из-под Смоленска вместе с частями РККА. Принимал участие в обороне родного города Тулы в качестве добровольного бойца-истребителя танков.
В РККА с 1943 года. Окончил 1-е Московское пулеметное училище в городе Рязани.
На фронте в Великую Отечественную войну с июля 1943 года. Гвардии сержант Романовцев отличился в боях при форсировании рек Ингул и Ингулец и в боях за плацдарм: вместе с бойцами 12 февраля 1944 года отразил 7 контратак противника в районе населённого пункта Широкое.
Звание Героя Советского Союза с вручением ордена Ленина и медали «Золотая Звезда» Сергею Дмитриевичу Романовцеву присвоено 3 июня 1944 года.
После войны продолжал службу в армии. Окончил Ленинградский военно-педагогический институт им. М. И. Калинина (1952), а затем Академию Генерального штаба (1954).
В 1954 году начал службу во внешней разведке КГБ, выполняя ответственные задания в странах Западной Европы и Америки. Сотрудник Посольства СССР в Канаде (1955–1958), США (1960–1965), Финляндии (1972–1976). С 1985 по 1991 год – советник Отдела по вопросам Движения неприсоединения, советник Управления международных организаций МИД СССР. Дипломатический ранг — советник второго класса.
В 1992 году вышел в отставку в звании полковника. Жил в Москве. С 2013 года — член партии «Единая Россия».
Награждён орденом Ленина, Красного Знамени, Отечественной войны I степени, Славы III степени, медалями СССР и РФ.
Скончался 26 мая 2022 года.